# Crying Song
Crying Song è una canzone del gruppo rock inglese Pink Floyd. È stata composta dal bassista del gruppo, Roger Waters ed è la terza traccia dell'album Soundtrack from the Film More, colonna sonora del film More - Di più, ancora di più del 1969. La canzone si caratterizza di uno stile musicale simile a quello folk e di un'atmosfera sognante grazie alla voce di Gilmour.

## Composizione
La canzone è impostata in modo simile a molte ballate folk, con l'unica eccezione del secondo accordo. È un Re maggiore con una quinta diminuita. In questo contesto l'accordo del bemolle con la quinta diminuita ha un carattere più dissonante e dura per una battuta intera. Questo crea un clima molto sognante, e un'atmosfera surreale. Il testo è formato da quattro strofe da tre versi ciascuna.
Tra una strofa e l'altra vi è un giro di basso che introduce alla prossima.
Alla fine della canzone David Gilmour esegue un piccolo assolo di chitarra.

## Strumentazione
La canzone è introdotta da un vibrafono suonato da Richard Wright. David Gilmour suona la chitarra acustica e l'assolo finale di chitarra elettrica che è in principio molto vicino al canto con però qualche variazione ritmica. Si evolve lentamente nella sua linea melodica, pur mantenendo il suo carattere originale. Questo approccio è molto tipico per lo stile successivo che adotterà Gilmour. Roger Waters può essere ascoltato mentre suona un Fender Precision Bass mentre Nick Mason utilizza il solo rullante del suo kit.

## Formazione
- David Gilmour: Voce, Chitarra acustica, Chitarra elettrica.
- Roger Waters: Basso elettrico.
- Richard Wright: Vibrafono.
- Nick Mason: Rullante.